# Monsieur Morimoto
Pour plus de détails, voir Fiche technique et Distribution.
Monsieur Morimoto est un film français réalisé par Nicola Sornaga et sorti en 2008.

## Fiche technique
- Titre : Monsieur Morimoto
- Réalisation : Nicola Sornaga
- Scénario : Nicola Sornaga et Salvatore Sansone
- Photographie : Alexis Kavyrchine, William O'Callaghan et Rosario Ramaniozi
- Montage : Franck Littot, Mélanie Pavy et Caroline Shaw
- Son : Gautier Isern et Stéphane Roché
- Mixage : Carl Goetgheluck
- Musique : Fantazio - Frank Williams
- Sociétés de production : Chaya Films - Les Films de la Jetée - Les Productions du Sommeil - Tricycle Productions
- Pays de production :  France
- Langue : français
- Durée : 125 minutes
- Date de sortie : France - 22 mai 2008

## Distribution
- Kenichi Morimoto
- Aurore Laloy
- André S. Labarthe
- Lola González
- Eve Gollac

## Sélections
- Festival de Cannes 2008 (Quinzaine des réalisateurs)[1]
- Festival du film de Belfort 2012[2]